# Klausbach (Ramsauer Ache)
Der Klausbach ist ein teils ausgebauter Wildbach und Hauptquellfluss der Ramsauer Ache, der zum größeren Teil im Nationalpark Berchtesgaden verläuft und diesen auf der Höhe des Hintersees verlässt.

## Geographie

### Verlauf
Er entspringt am Hirschbichl als Hirschbichlklausgraben, fließt durch das Klausbachtal zwischen Hochkalterstock und Reiter Alm und vereinigt sich östlich des Hintersees mit dessen Überlauf, dem Sillersbach, zur Ramsauer Ache.

### Zuflüsse
- Sulzbach, von links
- Mühlsturzgraben, von links
- Standgraben, von links
- Sittersbach, von rechts
- Kalter Graben, von rechts
- Bestehwerkgraben, von rechts